# Irene Fornaciari
Irene Natalie Fornaciari, nota anche come Irene Effe (Pietrasanta, 24 dicembre 1983), è una cantautrice e polistrumentista italiana.

## Biografia
Figlia del cantante Adelmo (detto Zucchero) e della toscana Angela Figliè, inizia la carriera partecipando nel 1998 all'album Bluesugar del padre, duettando nel brano Karma, stai calma e come coautrice assieme alla sorella Alice del brano Puro amore. Nel 2002 traduce in italiano i testi della colonna sonora del cartoon DreamWorks Spirit - Cavallo selvaggio composti da Bryan Adams; i testi vengono interpretati da suo padre Adelmo.
L'anno dopo lavora nel musical I dieci comandamenti nel ruolo di Myriam. Due anni dopo partecipa in qualità di apri concerto insieme alla Irene Fornaciari & The Band allo Zu & Co. Tour del padre con cui lavora fino al 2005. Nel 2006 debutta ufficialmente con il suo primo singolo dal titolo Mastichi aria. Apre alcuni concerti di Niccolò Fabi, Paola Turci e di Edoardo Bennato in coppia con Alex Britti. Nell'ottobre dello stesso anno lancia il singolo Io non abito più qua.

### I primi album e il mancato successo discografico
A dicembre del 2006 prende parte alle selezioni per il Festival di Sanremo 2007 con il brano Un sole dentro, che riesce ad arrivare tra le 16 canzoni semifinaliste, ma non entra nella rosa degli 11 finalisti, venendo così escluso. In seguito, il brano esce come singolo, anticipando la pubblicazione, il 27 aprile, del suo album di debutto: Vertigini in fiore. Sempre nel 2007 fa da supporter al Fly World Tour del padre. Il 21 settembre viene pubblicato il suo quarto singolo, Un giro in giro. Nel 2008 esce il film Si può fare di Giulio Manfredonia, nella cui colonna sonora la Fornaciari reinterpreta L'isola che non c'è di Bennato.
L'anno successivo, la cantante partecipa al Festival di Sanremo nella categoria "Nuove proposte", con il brano Spiove il sole. Nella serata dei duetti si esibisce assieme al padre e ai Sorapis, gruppo musicale di cui suo padre faceva parte negli anni novanta. Segue la pubblicazione del secondo album Vintage Baby; questo lavoro, trainato dal brano portato all'Ariston Spiove il sole, avrebbe potuto rappresentare il successo discografico per la Fornaciari che, però, non c'è stato.
Durante l'anno prende parte ad alcuni concerti tra cui il Concerto del Primo Maggio, Amiche per l'Abruzzo (concerto evento allo stadio San Siro di Milano in favore dei terremotati dell'Aquila), il Concerto per Viareggio e il Concerto di Natale 2009; ha aperto inoltre un concerto di Anastacia e uno di James Morrison.

### Festival di Sanremo 2010:Il mondo piangee la prima raccolta

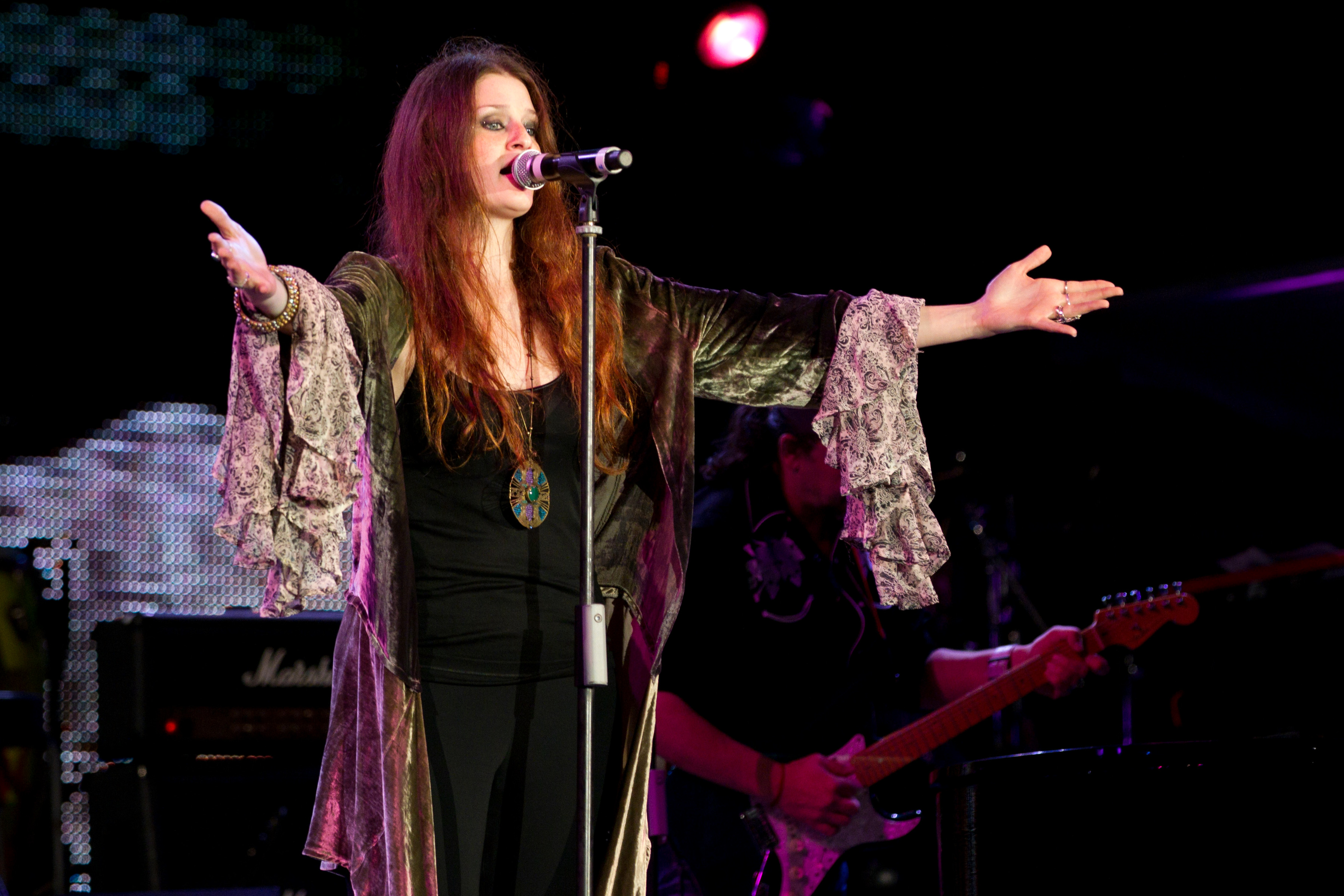
Irene Fornaciari all'O' Scià 2010, a Lampedusa

A febbraio 2010 partecipa insieme ai Nomadi al Festival di Sanremo, nella categoria Artisti: il brano in concorso, Il mondo piange, viene reinterpretato nella serata dei duetti assieme a Mousse T e Suzie Furlonger e riesce ad arrivare fino alla serata finale. Contemporaneamente viene pubblicato l'album raccolta Irene Fornaciari, da cui viene estratto come singolo anche Messin' with My Head.
Il 22 giugno 2010 esce il DVD Amiche per l'Abruzzo contenente il duetto con Mietta in Madre dolcissima di Zucchero.
Durante il 2010 incide con i Labyrinth il brano A Midnight Autumn's Dream, inserito nell'album Return to Heaven Denied, Pt. 2 - A Midnight Autumn Dream, e con Gert Steinbäcker il brano Jedes Land Hat Seine Lieder, inserito nell'album Bilder An Der Wand.
La Fornaciari, oltre ad aver fatto il suo tour estivo, è anche ospite allo spettacolo organizzato da Claudio Baglioni, O'Scià - VIII edizione, a una tappa del tour dei Nomadi e a una dei Queenmania. A dicembre dello stesso anno, è stata premiata al Capri Hollywood International Film Festival con il Capri Breakout Music Award.
Nel 2011 la Fornaciari è autrice, insieme a Gatto Panceri, di un testo di Musica sarà, il primo EP della cantante Marta Rossi, conosciuta grazie alla settima edizione di Amici di Maria De Filippi.
Il 18 febbraio 2011, al Festival di Sanremo 2011, duetta con Davide Van de Sfroos nel brano con il quale quest'ultimo concorre al festival: Yanez. Dopo il duetto sanremese, la Fornaciari partecipa a una tappa del tour del cantante comasco.
Tra marzo ed aprile 2011, la Fornaciari intraprende il suo nuovo tour; inoltre il 22 aprile, affiancando il padre Zucchero Fornaciari, prende parte al programma televisivo musicale Due. Il 18 maggio prende parte al concerto per la beatificazione di Giovanni Paolo II a Roma.
Il 28 settembre è ospite di Claudio Baglioni all'O' Scià.

### Il 2012, il ritorno a Sanremo
Il 15 gennaio, durante la puntata di Domenica In, viene annunciata, da parte di Gianni Morandi, la partecipazione di Irene Fornaciari al Festival di Sanremo 2012, durante il quale canterà il brano Grande mistero, scritto da Davide Van de Sfroos, e durante la serata dei duetti sarà affiancata da Brian May con il quale canterà I who have nothing (Uno dei tanti). Durante la seconda serata la canzone viene eliminata momentaneamente dalla giuria demoscopica, per poi essere definitivamente eliminata durante la terza serata. Sempre durante la terza serata la Fornaciari si esibisce con Brian May e Kerry Ellis. Ciononostante il disco non ha avuto il successo sperato. Secondo infatti la classifica degli album più venduti Fimi-Nielsen il disco è entrato in classifica nella prima settimana dopo il festival di Sanremo alla novantesima posizione. La seconda settimana era solo in centesima posizione ed è uscito dalla classifica nella settimana successiva.
Sempre nel 2012, assieme ad altri 36 artisti liguri, fa parte del super gruppo Artisti Uniti per Genova nel progetto Ora che, brano scritto da Max Campioni e prodotto da Verdiano Vera, realizzato per raccogliere fondi per l'alluvione di Genova del 4 novembre 2011, che vede la partecipazione di numerosi musicisti e cantanti della scena musicale genovese.

### Il ritorno alFestival di Sanremonel 2016 eQuesto tempo
Il 13 dicembre 2015 viene annunciata la sua partecipazione alla 66ª edizione del Festival di Sanremo nella sezione "Campioni", arrivando 16º con il brano Blu, che debutta alla #39 della classifica FIMI, massima posizione raggiunta.
L'album debutta alla 63ª posizione della classifica FIMI: è il secondo miglior debutto per Irene. Successivamente, ad aprile, viene estratto da Questo tempo il nuovo singolo Dalla finestra di casa mia.
Il terzo singolo "Questo tempo" è entrato in rotazione radiofonica a partire dal 24 giugno 2016 ed è stato presentato per la prima volta il 26 giugno 2016 nel corso della 4ª puntata del Summer Festival.
A febbraio 2017 rappresenta l'Italia al 58º "Festival di Viña del Mar". Nella kermesse, ha cantato il suo singolo Questo tempo.
Il 7 aprile 2017 esce il disco Golden Days, del duo di cantanti inglesi Kerry Ellis e Brian May (membro dei Queen). Irene partecipa nel brano I Who Have Nothing (già cantato da lei, Kerry e Brian a Sanremo nel 2012). Irene canta in inglese ed italiano diverse frasi del brano, cover in inglese di Uno dei tanti, originalmente cantato da Joe Sentieri.
Nel 2018 duetta con Franco Simone nel brano Navigando inserito nella compilation Per Fortuna.

### 2023: Nuovi progetti
Il 1º dicembre 2023 esce Mi libero dal male, la sua prima canzone solista inedita in più di sei anni. Si tratta del primo brano di un nuovo album che vedrà la luce presto. Per questo progetto, Irene adotta il nome d'arte Irene Effe, per la prima volta non firmando col suo nome di battesimo.

## Discografia

### Album in studio
- 2007 - Vertigini in fiore
- 2009 - Vintage Baby
- 2012 - Grande mistero
- 2016 - Questo tempo
- 2024 - Terra bruciata

### Raccolte
- 2010 - Irene Fornaciari

### Singoli e videoclip
- 2006 - Mastichi aria
- 2006 - Io non abito più qua
- 2007 - Un sole dentro (con videoclip a regia di Gaetano Morbioli)
- 2007 - Un giro in giro
- 2009 - Spiove il sole (con videoclip a regia di Gaetano Morbioli)
- 2010 - Il mondo piange (in collaborazione con i Nomadi)
- 2010 - Messin' with My Head (in collaborazione con Mousse T.) (con videoclip a regia di Marco Pavone)
- 2012 - Grande mistero
- 2012 - Il volo di un angelo (con videoclip)
- 2016 - Blu
- 2016 - Dalla finestra di casa mia (con videoclip a regia di Luca Tartaglia)
- 2016 - Questo tempo
- 2023 - Mi libero dal male (con videoclip a regia di Rocco Malfanti) come Irene Effe
- 2024 - Stanze

### Collaborazioni canore
- 1998 - Nell'album Bluesugar: Karma, stai calma con Zucchero Fornaciari[6].
- 2010 - Nell'album Irene Fornaciari: Il mondo piange con I Nomadi[6] e Messin' with My Head con Mousse T.[6].
- 2010 - Nel DVD Amiche per l'Abruzzo: Madre dolcissima con Mietta[6] e Il mio canto libero con tutte le Amiche per l'Abruzzo[60].
- 2010 - Nell'album Return to Heaven Denied, Pt. 2 - A Midnight Autumn Dream (versione giapponese): A Midnight Autumn's Dream (bonus track in versione acustica) con i Labyrinth[21].
- 2010 - Nell'album Bilder An Der Wand: Jedes Land Hat Seine Lieder con Steinbaecker[22].
- 2012 - Nell'album Love...and Other Mysteries: Little Guy e No Matter con Ken Hensley e Roberto Tiranti, This Bleeding Heart con Ken Hensley.
- 2017 - Nell'album Golden Days: I Who Have Nothing con Kerry Ellis e Brian May
- 2018 - Nell'album Per Fortuna: Navigando di e con Franco Simone

### Compilation
- 2009 - Sanremo 2009 con Spiove il sole[61]
- 2010 - Super Sanremo 2010 con Il mondo piange[62]
- 2012 - Sanremo 2012 con Grande mistero
- 2016 - Sanremo 2016 con Blu